# 丐軍

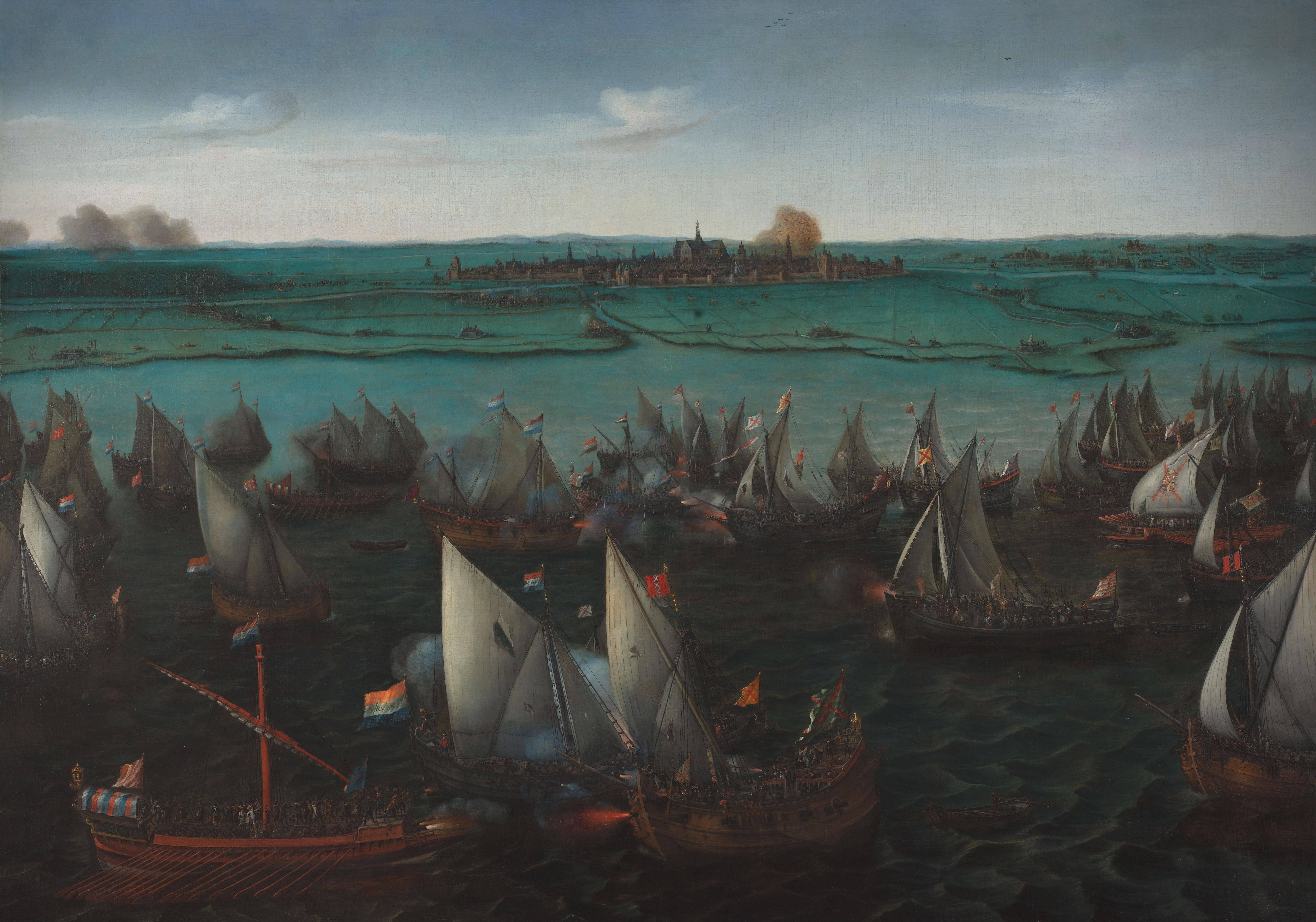
哈莱默梅尔战役。憑旗上紅十字標記看出，在右側起風前起航的是西班牙船隻。從左側接近的則是海上丐軍。

丐軍（荷蘭語：Geuzen，荷蘭語發音：[ˈɣøːzə(n)]）是自1566年起反抗西班牙在尼德蘭地區統治的荷蘭貴族加爾文教徒及其他不滿者組成的聯盟。海上丐軍（荷蘭語：Watergeuzen，荷蘭語發音：[ˈʋaːtərˌɣøːzə(n)]）是他們當中行動最為成功的團體。在八十年戰爭期間，海上丐軍於1572年佔據布里勒，為立志征服尼德蘭北部並建立獨立的荷蘭共和國的叛軍提供了第一個立足點。視乎情況或動機，他們可被認為是武裝商船或海盜。

## 名稱由來
荷蘭貴族的領袖們締結了著名的貴族同盟，肩負協助捍衛尼德蘭權利與自由、反抗來自時任拿騷伯爵的西班牙國王腓力二世路易斯和別迪羅伯爵亨利的世俗及宗教專制的責任。在1566年4月5日，貴族同盟獲許向攝政王帕爾馬的瑪格麗特提出訟狀表達不滿，世稱「告大狀」（the Request）。約250名貴族在拿騷的路易斯和別迪羅的陪同下向王宮進發。攝政王第一次被如此大聲勢的抗爭嚇倒，但據稱她其中一名大臣巴利蒙如此勸慰她說：「陛下毋憂，其乞丐耳。」（N'ayez pas peur Madame, ce ne sont que des gueux）

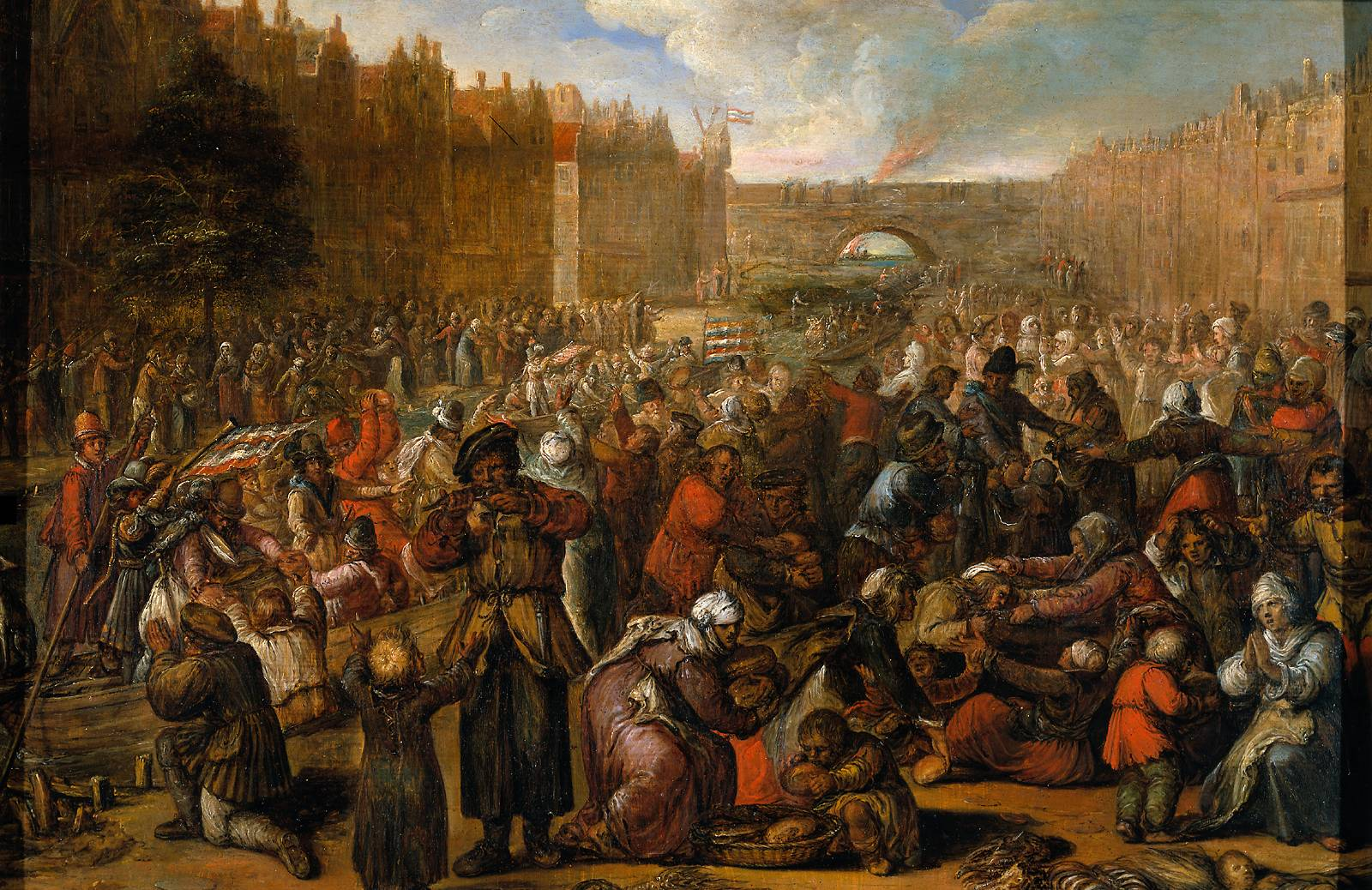
1574年10月3日，海上丐軍於萊登圍城戰期間在平底小船上換班。奧陶范文創作於1574年

如此蔑稱教人難忘。三天後在約300名貴族於屈倫博赫酒店（Hotel Culemburg）舉辦的盛宴上，別迪羅在其演講上宣稱為了國家的事業，如有需要他們皆願當個眞乞丐。丐軍從此成其黨派名號。這個愛國黨派借用乞丐形象設計其會徽，例如將布袋和碗等物作為飾品戴在帽子或腰帶上；會徽中緊握的兩手間則為其格言「衣衫襤褸，以忠吾王」（Fidèle au roy, jusqu'à porter la besace）。一個設計以戴在腓力二世一邊頭上來羞辱他的獎章也受到眾人歡迎。

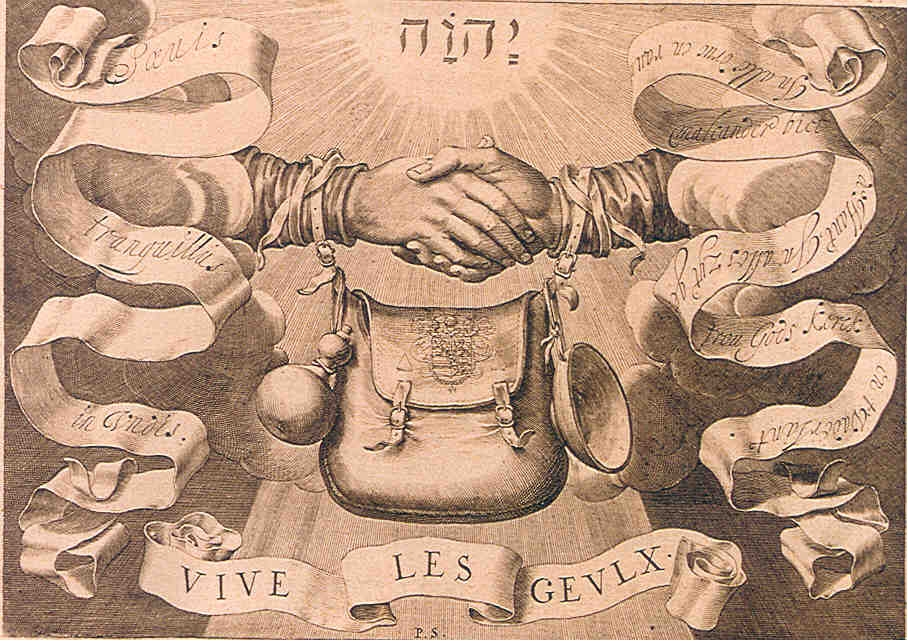
傳統的丐軍會徽

起初丐軍不過是曇花一現，並遭到第三代阿爾瓦公爵費爾南多·阿爾瓦雷斯·德·托萊多的鎮壓，然因其宗旨得以承傳故最終得獲勝利。
在荷蘭語裏，丐軍一詞乃為二次創作：傲慢之徒藉以羞辱他人所用。

## 海上丐軍

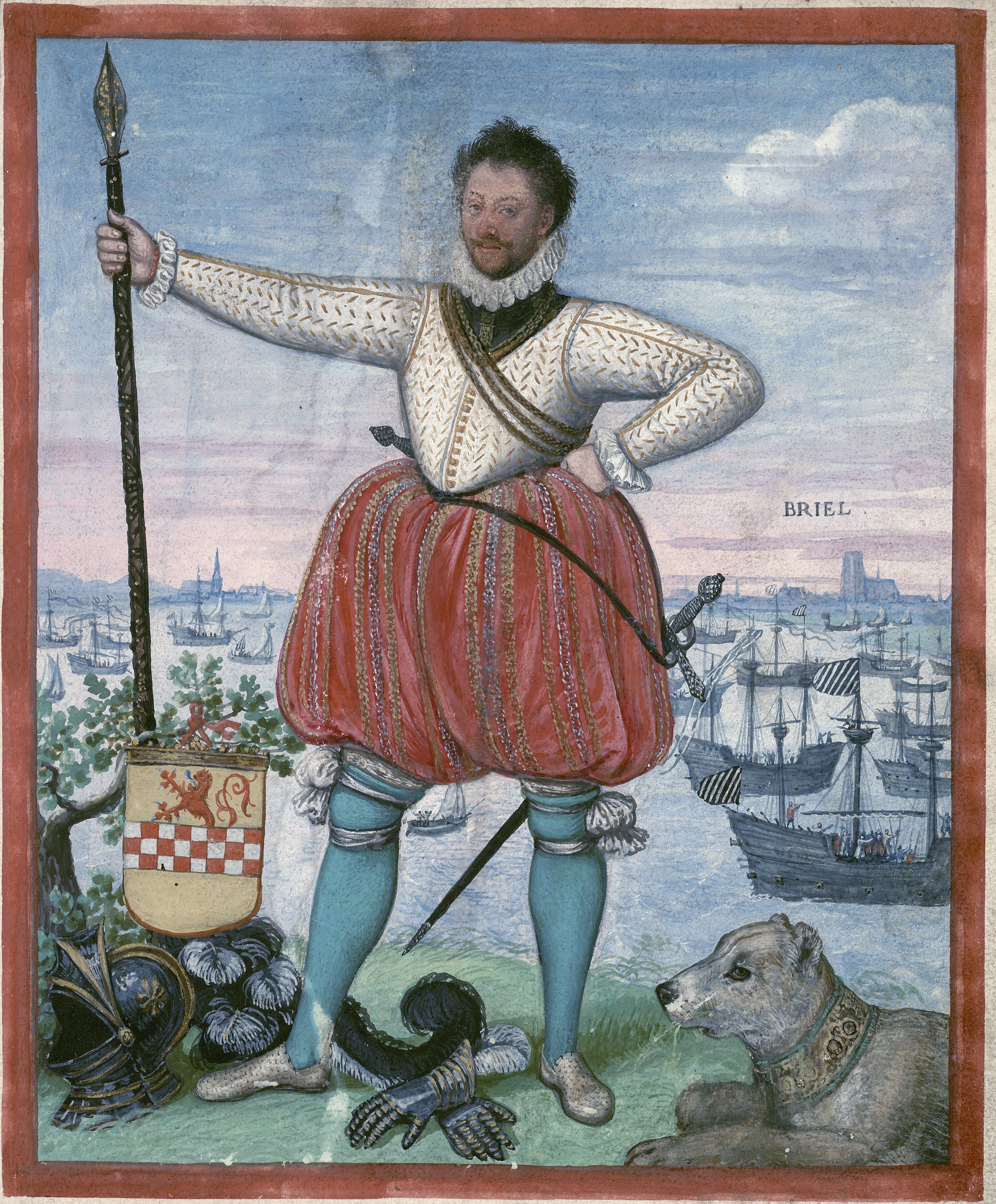
馬克的威廉二世是海上丐軍的一位領袖

1569年，公開地自命反抗軍頭領的奧蘭治親王威廉頒授私掠特許狀給多艘由從多國招募的亡命之徒掌舵的船隻。十八艘獲得私掠特許狀的船隻由拿騷的路易斯在作為長期基地的法國拉羅歇爾的胡格諾港裝配。在1569年底，共84艘丐軍船隻整裝待發。
這支兇猛的武裝商船隊後被稱為「海上丐軍」，受諸位大膽妄為的領袖們指揮，當中最為人熟知的是馬克的威廉二世。起初他們僅僅滿足於海上和陸上的搶掠，得手後將他們的戰利品帶到英國——在那裡他們可以對船隊進行整補。
然而，在1572年，英女王伊莉莎白一世突然拒絕讓海上丐軍繼續停留在她的港口。失去了避風港，海上丐軍在1572年4月1日鋌而走險向布里勒發起突襲並出人意料地佔據該處，事因當地西班牙駐軍離奇缺勤。受此奇功激勵，海上丐軍將目標轉向拂露城並通過奇襲成功將之佔據。上述兩個據點遭到佔領後，其附近的城鎮也紛紛起義，引發連鎖反應，導致荷蘭大部分人都加入到革命中去。這被視為荷蘭真正獨立的開始。

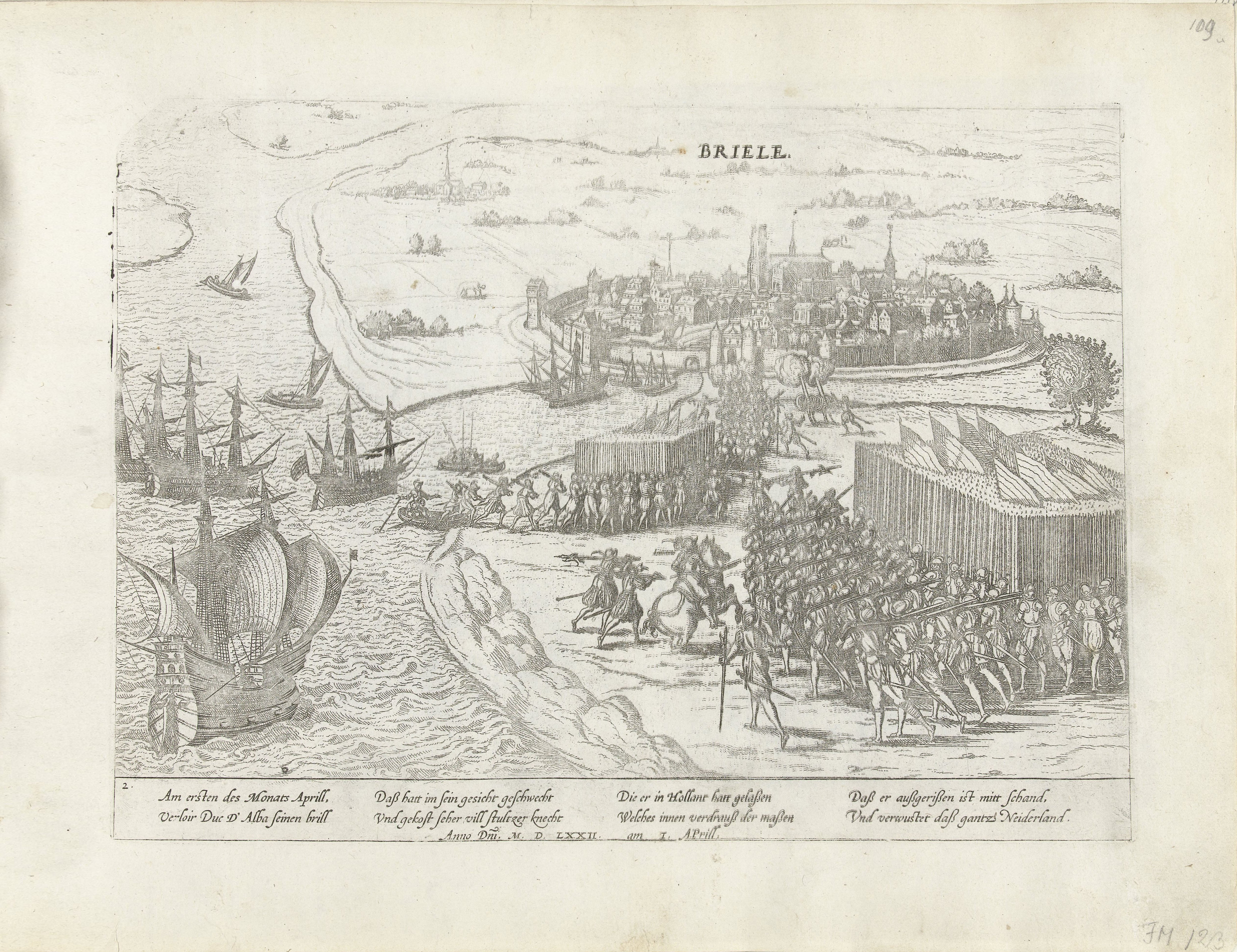
1572年4月1日，佔據布里勒

在1573年南海戰鬥期間，海上丐軍在荷恩港打敗了由博蘇公爵率領的一個西班牙中隊。丐軍混合到當地人當中，令針對「鐵血公爵」費爾南多·阿瓦雷斯的反抗一個鎮接一個鎮地猶如燎原之火一發不可收拾，並使之向南方蔓延。
一些偉大的荷蘭海軍英雄他們的先祖正是出身於海上丐軍。

## 丐軍標誌

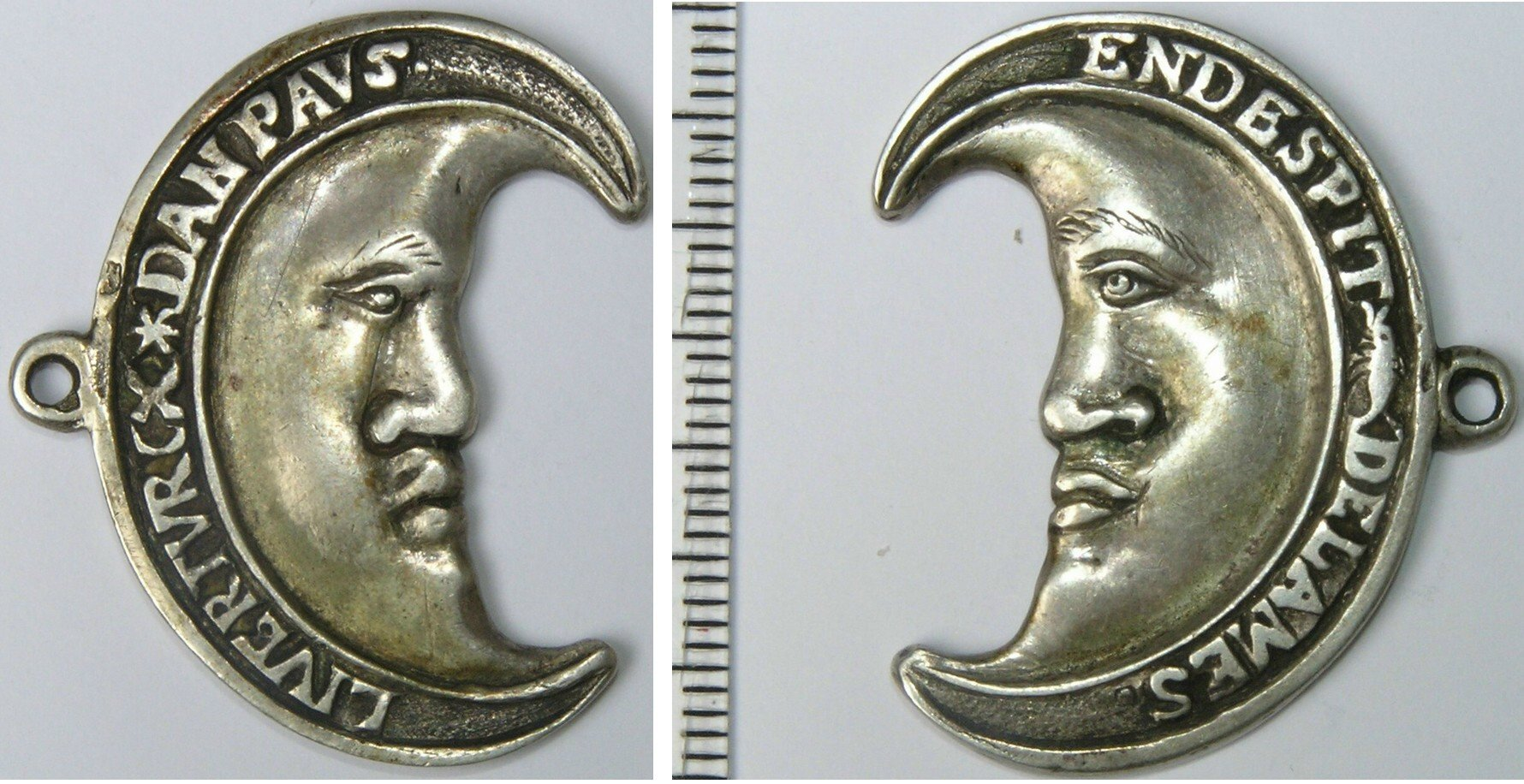
丐軍勛章，白銀鑄印，1570年製成，上附標語「與其教皇，不如突厥」（LIVER TVRCX DAN PAVS）和「不做彌撒」（EN DESPIT DE LA MES）

作為包括印刷品、小冊子等產物在內的宣傳的一部分，許多丐軍勳章屬於二次創作，包含廣泛的象徵意義，甚至與鄂圖曼突厥扯上關係。奧蘭治親王威廉一世曾向鄂圖曼求援對抗西班牙國王腓力二世。

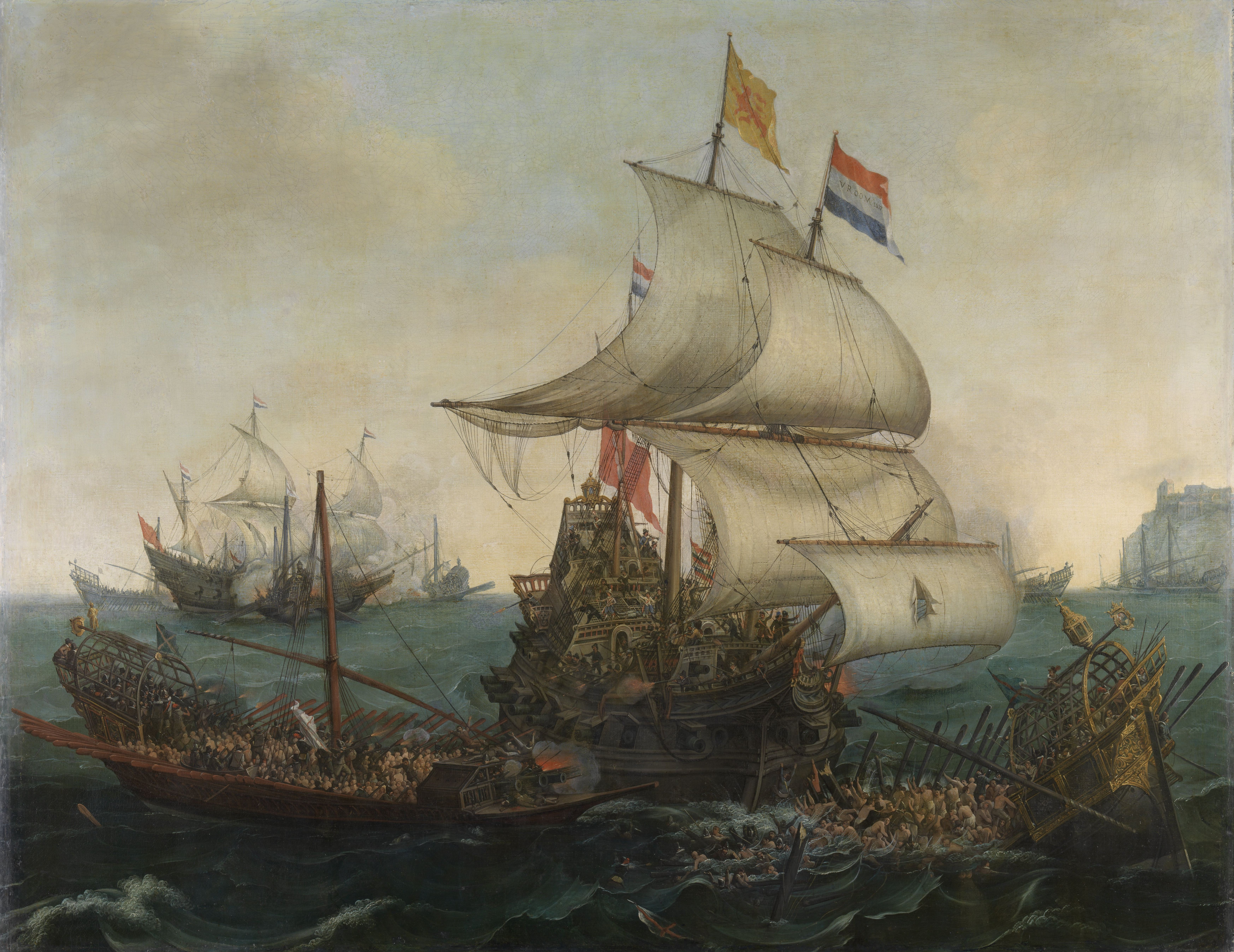
荷蘭船隻在佛蘭芒海岸猛撞向西班牙戰艦，房氏兄弟（Hendrick Cornelisz Vroom、Cornelis Vroom）共同創作之帆布油畫

「與其教皇，不如突厥」的格言深切地表達了叛軍們對西班牙及天主教的血海深仇，以至認為西班牙人與天主教教皇，甚至比回教徒及鄂圖曼突厥更可惡。在1579年至1582年間，鄂圖曼大臣索库鲁·穆罕默德帕夏的代表先後數次經拜占庭訪問安特衛普。
標語「與其教皇，不如突厥」似僅為誇飾修辭作用，他們的半月形丐軍勳章也是象徵性意義。荷蘭人幾乎從沒有認真考慮過臣服於鄂圖曼突厥帝國，甚至連外交合作也沒有。此外，丐軍與鄂圖曼沒有直接關聯。信奉回教的突厥人由始至終都被認為是異教徒，故未能成為叛軍宣傳中的中流砥柱。